# Masato Osugi
Masato Osugi (født 2. februar 1983) er en japansk fodboldspiller.
Han har spillet for flere forskellige klubber i sin karriere, herunder Kamatamare Sanuki.